# La Dehesa (El Hierro)

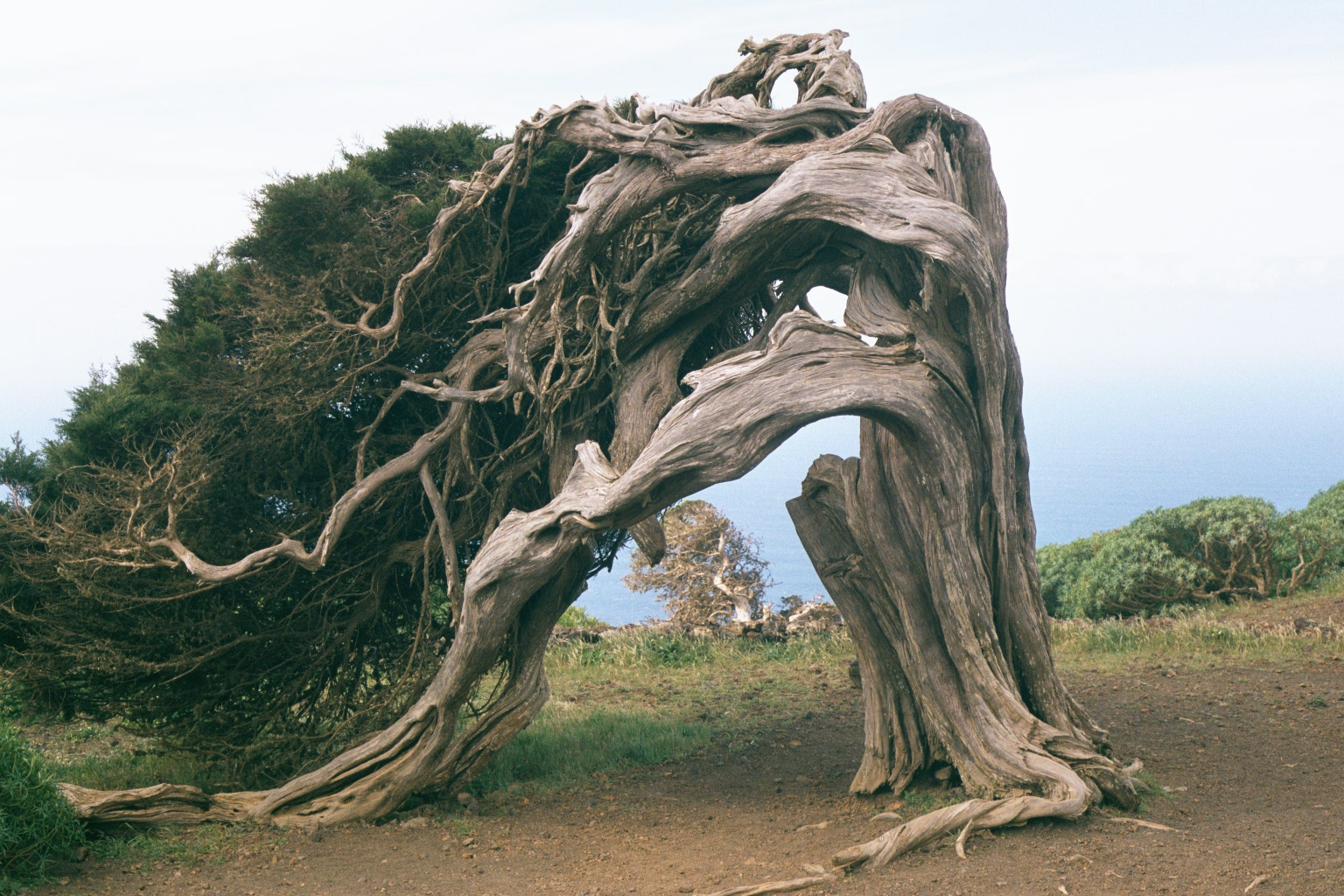
La famosa Sabina de El Hierro en El Sabinar (uno de los últimos bosques de Sabinas).

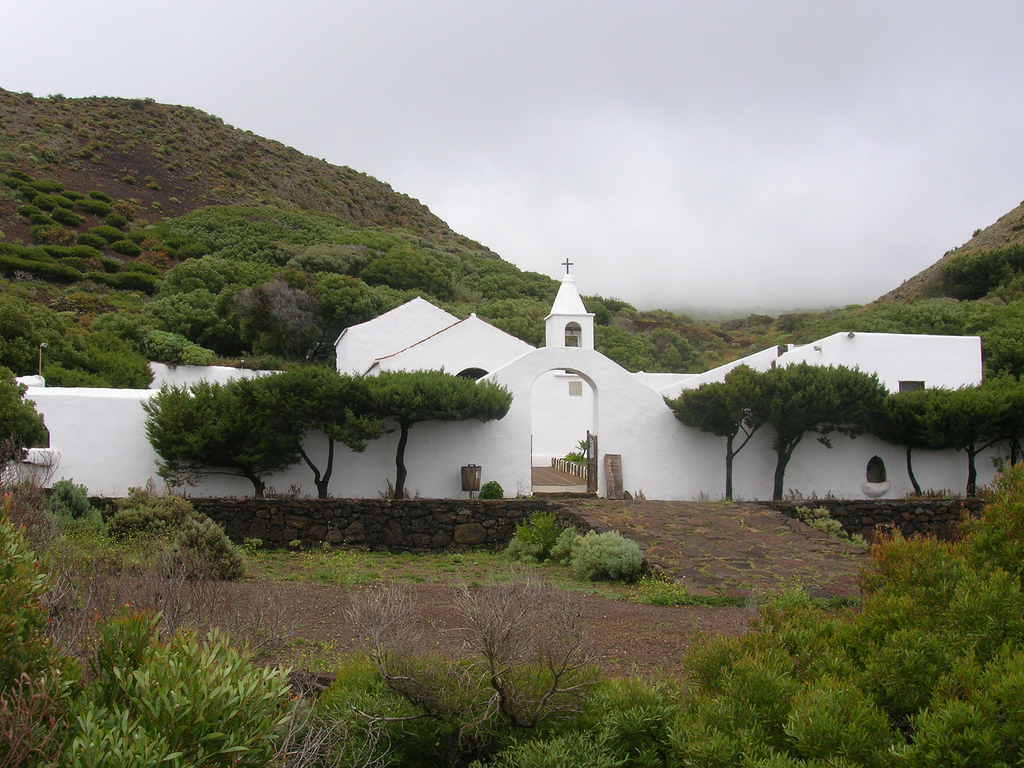
Santuario Insular de Nuestra Señora de los Reyes, patrona de El Hierro.

La Dehesa o La Dehesa de Sabinosa es una meseta de la isla española de El Hierro y que constituye el extremo occidental de la isla y del archipiélago canario. 

## Descripción
Se trata de una zona de pastos comunales dedicada a la actividad del pastoreo. A excepción de la vivienda de los vigilantes se trata de una zona deshabitada. En La Dehesa se encuentra el Santuario Insular de Nuestra Señora de los Reyes, patrona de la isla (en el término municipal de La Frontera), así como El Sabinar, famoso por sus sabinas dobladas por el viento.
La Dehesa constituye una amplia superficie de suave pendiente que arranca desde la cota de 900 metros en el Cres y se interrumpe verticalmente en el mar. Esta meseta, está salpicada por numerosos conos volcánicos. 
La Dehesa conserva la mancha más densa y antigua del sabinar existente en El Hierro. A pesar de hallarse a sotavento del soplo de los alisios por el armazón del Valle de El Golfo, con frecuencia se ve afectado por los mismos, que, tras rebasar la línea de cumbres, adquieren gran velocidad y dificultan el crecimiento vertical de las sabinas; los árboles más expuestos tienen un aspecto retorcido, que refleja la acción deformada del viento sobre la vegetación. 

## Galería

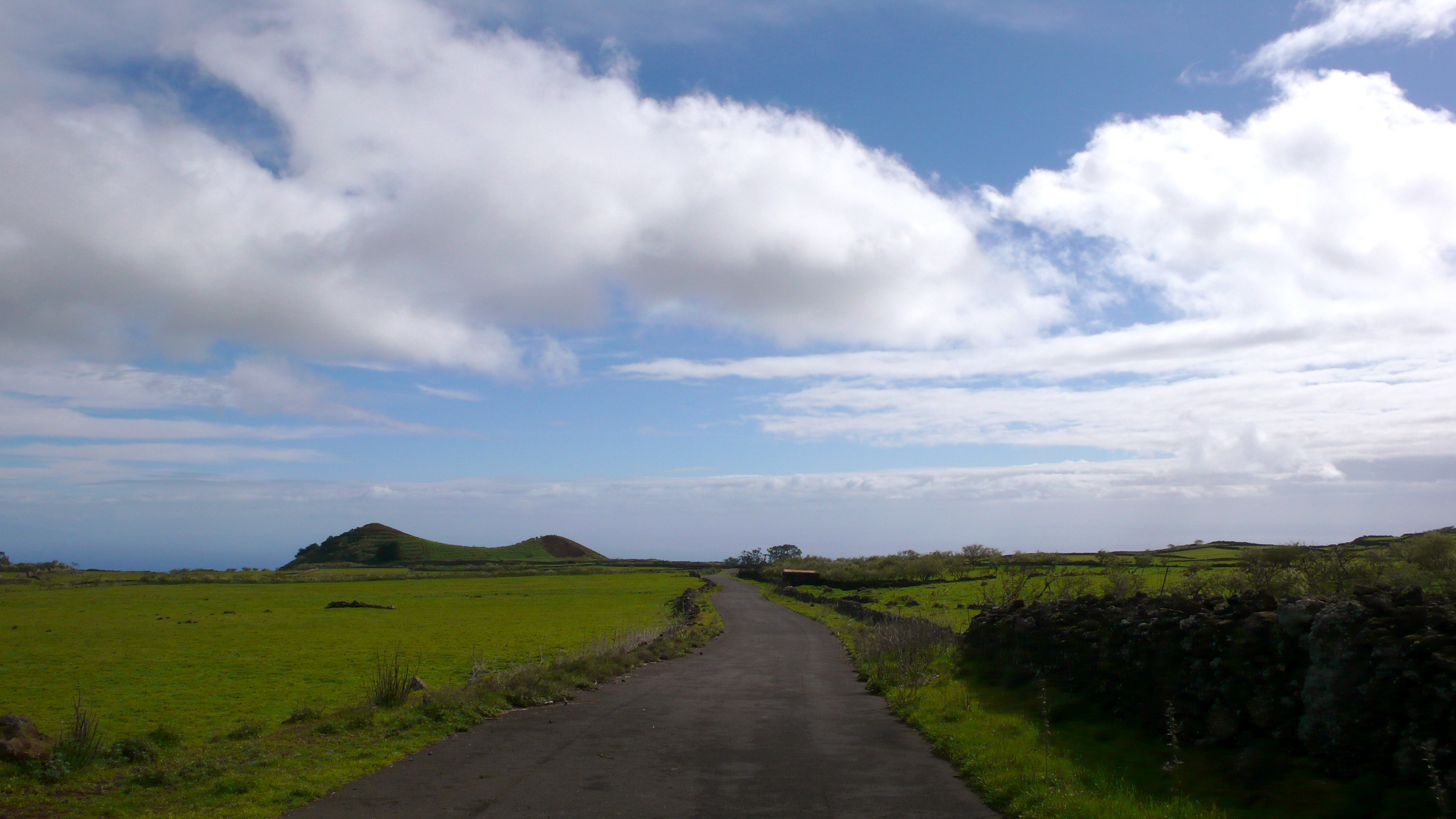
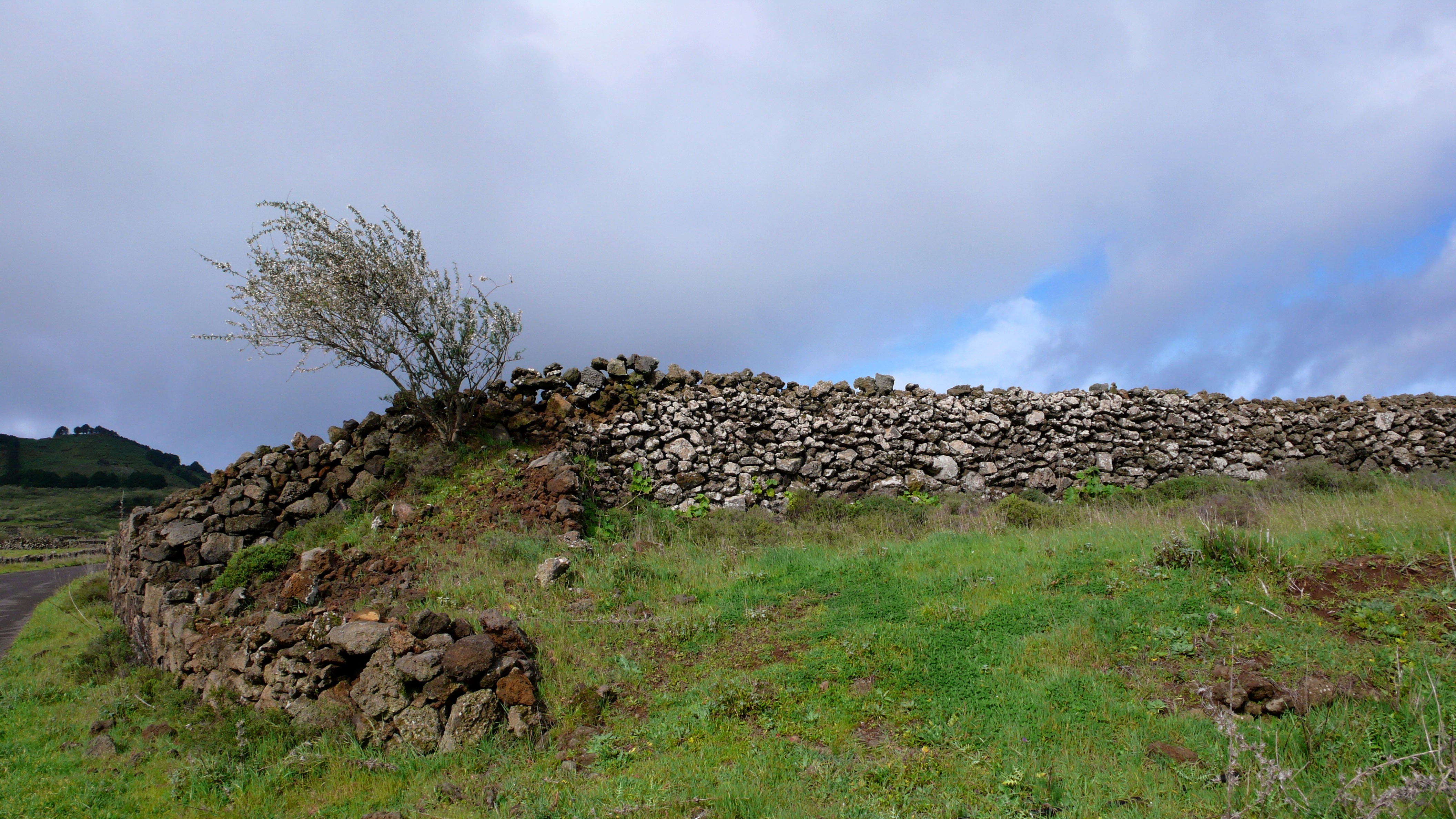
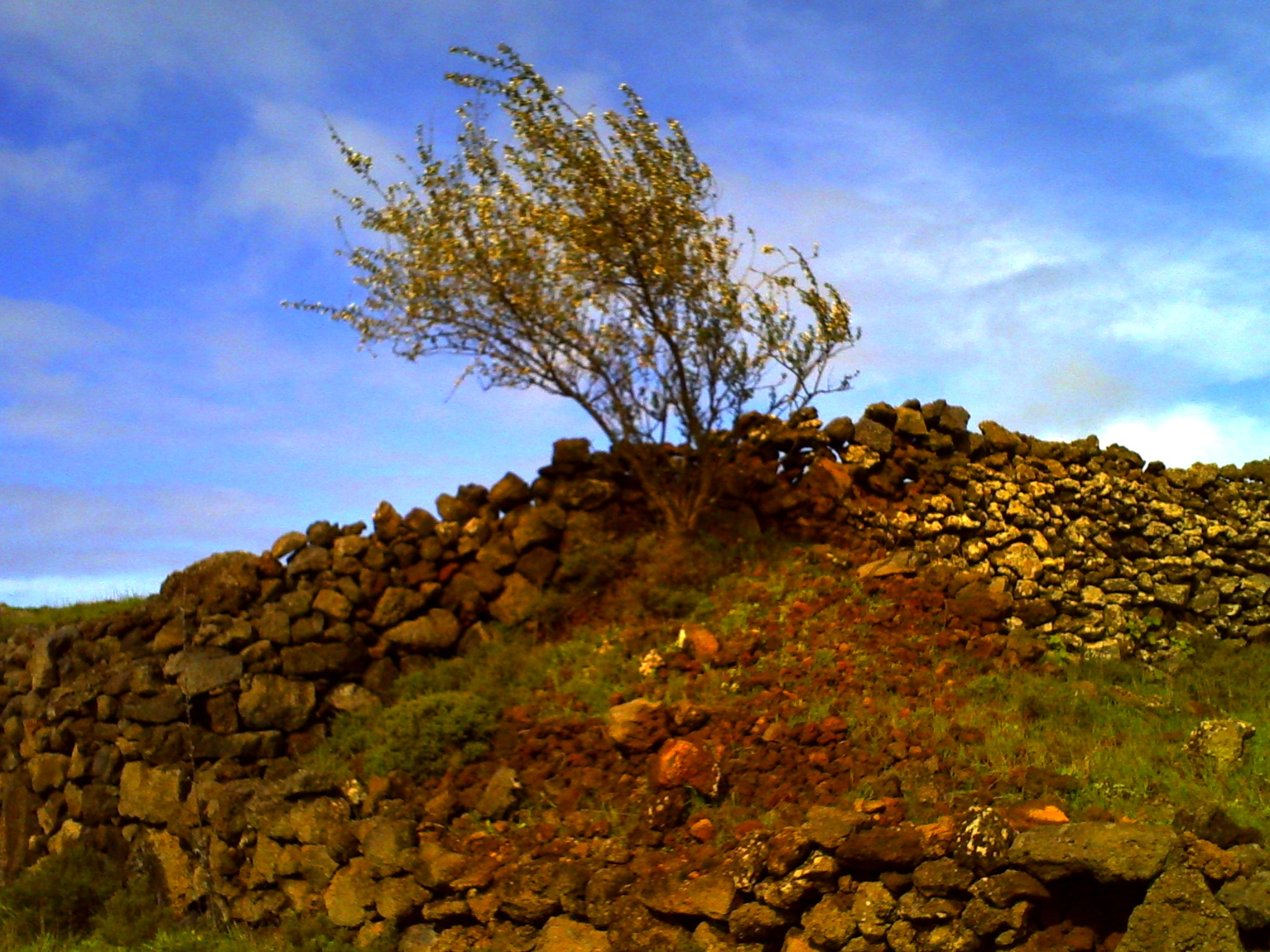
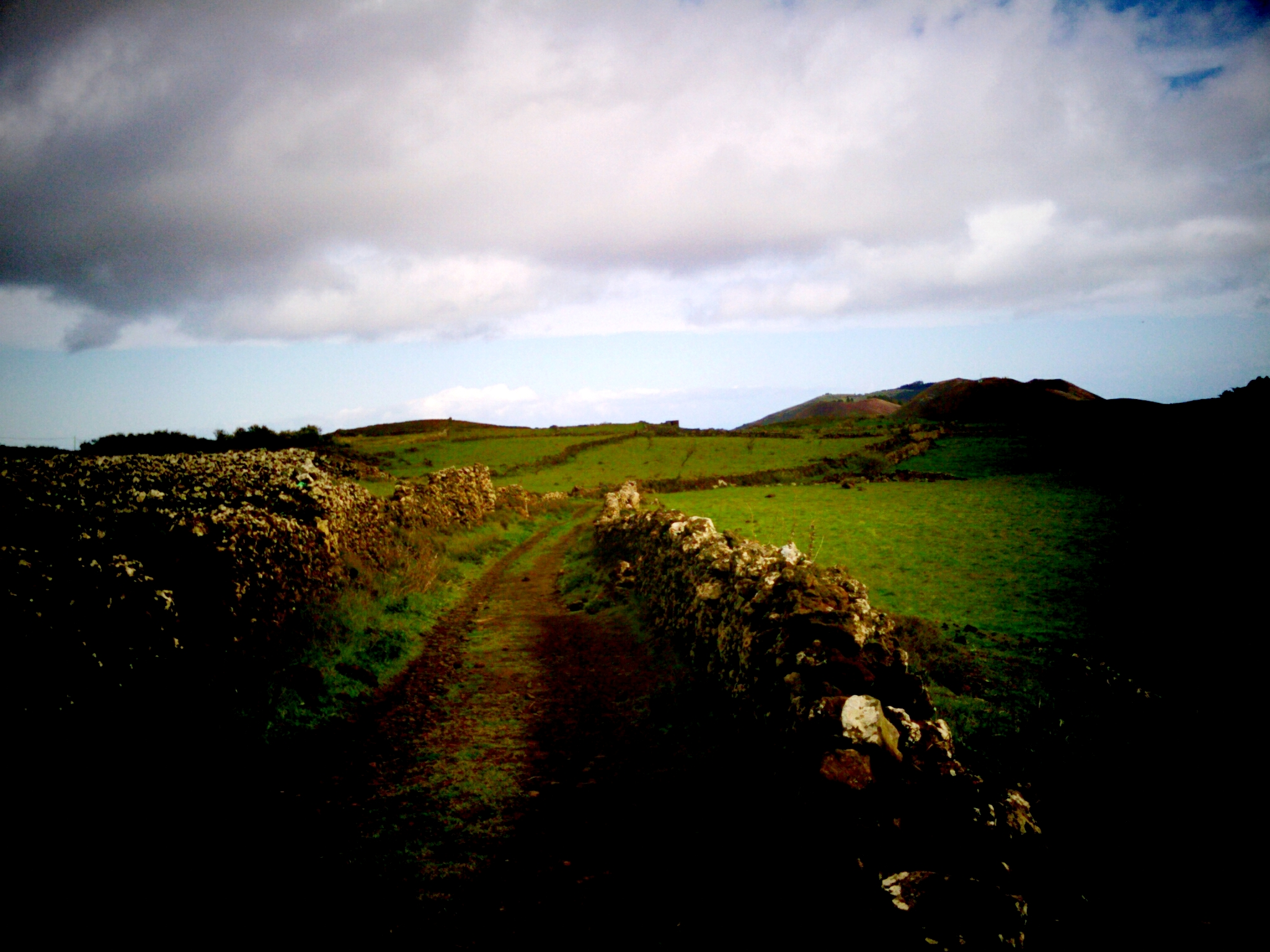
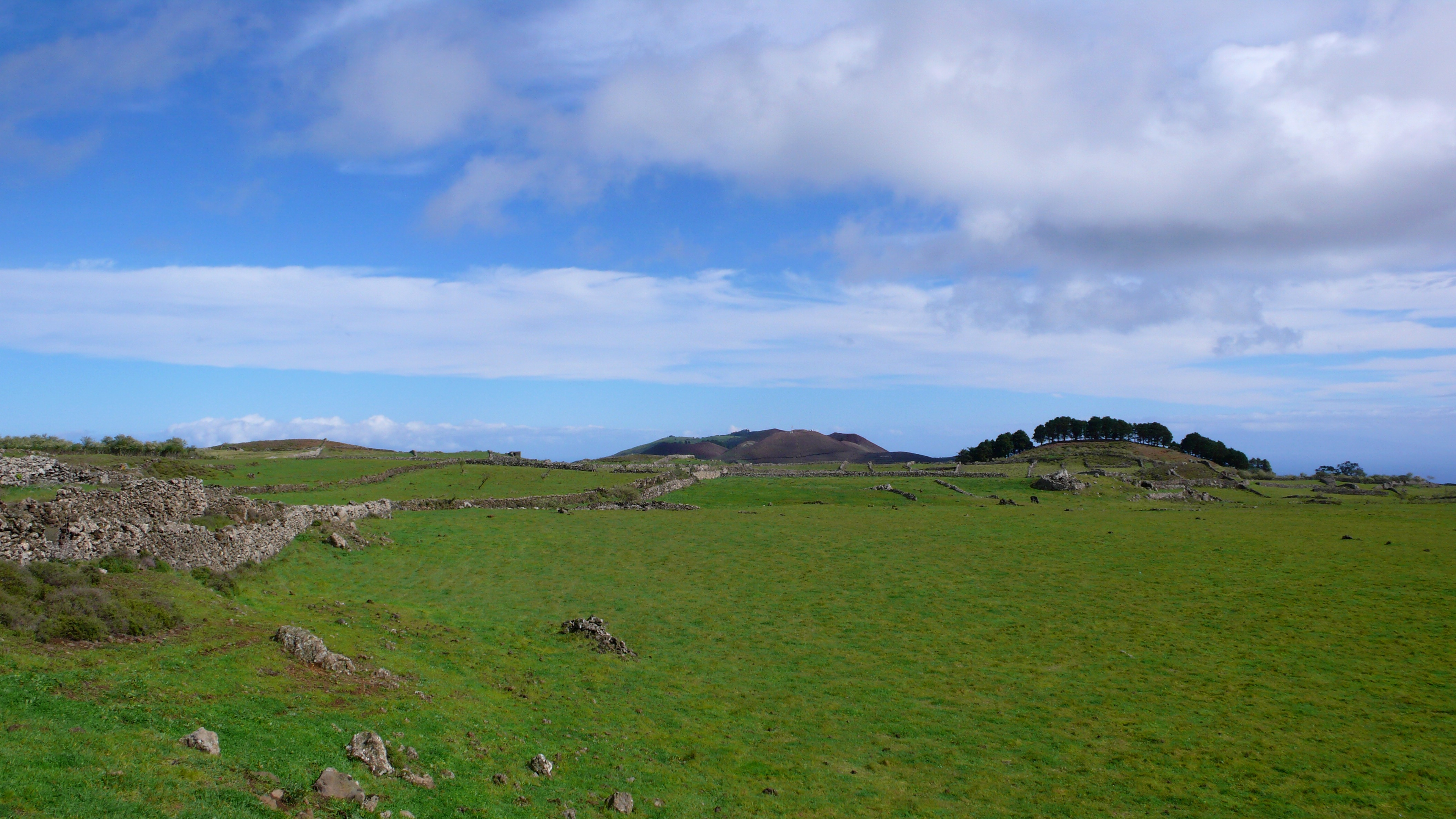